# Албрехт Валенштајн
Албрехт фон Валенштајн  (чеш. Albrecht Václav Eusebius z Valdštejna; Херманице, 24. септембар 1583 — Хеб, 25. фебруар 1634) је био чешки војсковођа и политичар, који је био командант царске војске током дела Тридесетогодишњег рата. Војска је била плаћена правом да слободно пљачка освојене територије.

## Детињство и младост
Рођен је у богатој протестантској породици. Са 12 година остаје без родитеља, па га даље одгаја ујак. Завршава језуитску средњу школу у Оломоуцу, а 1599. наставља образовање на универзитетима у Алтдорфу, Болоњи и Падови.
Придружује се у Мађарској војсци цара Рудолфа II. Пријатељство са језуитима постаје пресудно за одлуку да постане католик 1606. године. Иако је био религиозан, није био острашћени католик. Оженио се богатом удовицом, па је своје новостворено богатство користио да би добио признање од Хабзбурга.

## Тридесетогодишњи рат
Почетком Тридесетогодишњег рата 1618. и нередима у Чешкој његова имања су запленили протестанти, јер је био повезан са царем Фердинандом II. Опремио је једну регименту и добија признања у рату против протестаната. После битке код Биле Хоре повратио је своја имања, а поврх тога конфисковао је бројна протестантска имања. Своја имања је успио груписати у северној Чешкој. Серија успеха у биткама доводи до непрекидног напредовања, тако да је 1622. постао палатински гроф, а 1625. војвода Фридланда.
Понудио је цару 1626. стварање велике војске, која цара неће ништа коштати. Тражио је стварање војске коју ће он предводити и где ће он управљати благајном. Војска би се финансирала искључиво опљачканим ратним пленом и откупима на заузетим територијама. До тада је војска Католичког савеза лоше напредовала у рату, па је било нужно стварање овакве војске. Валенштајнова популарност одмах привлачи 30.000 војника у његову војску. Наступио је заједно са војском Католичког савеза први пут током 1625—1627. против Ернста фон Мансфелда.
Победили су протестанте под Мансфелдовим водством код Десауа, па после тога чисте Шлезију од протестантске војске током 1627. године. У то време купује од цара војводство Саган. После тога у садејству са Католичким савезом под водством Јохана Церкласа Тилија бори се против данског краља Кристијана IV. Награђен је војводством Мекленбург, а војводе Мекленбурга лишене су поседа јер су помагали Данце.

## Улазак Швеђана у рат
Током 1628. није успео да заузме Стралсунд, јер су шведске трупе ушле у рат. Тиме је био спречен приступ Балтику, а и шанса да парирају поморској надмоћи скандинавских краљевстава и Холандије. Цар Фердинанд II је издао 1629. Реституцијски едикт, који је испровоцирао шведског краља Густава II Адолфа да уђе у рат. Током 1629. покушава да помогне Пољско-Литванском савезу под хетманом Станиславом Коњецполским, који се борио против Шведске. Међутим тиме се нису везале битније шведске снаге.
Током рата Валенштајнове амбиције и понашање његове војске ствара читав спектар непријатеља. Не само да су протестанти били против њега, него су многи католички племићи били против њега. Фердинанд II је сумњао да Валенштајн намерава да контролише цело царство. Скупио је огромну моћ, војску, поседе и није ни од кога зависио јер је финансирао војску ратним пленом. Царски саветници су препоручили цару да га уклони, тако да га цар смењује септембра 1630. године. Валенштајн је предао војску вођи католичког савеза.
Уследили су велики порази католика. Шведски краљ Густав II Адолф је био изузетно успешан командант, па побеђује католичке снаге у бици код Брајтенфелда и у бици код Леха 1632, када је убијен командант Католичког савеза генерал Тили. Густав Адолф је напредовао према Минхену и заузео је Чешку. Због тога цар Фердинанд II поново позива Валенштајна да предводи царску војску. У пролеће 1632. Валенштајн успева да протера Сасе из Чешке и да напредује у борбама против шведске војске. У новембру 1632. одиграла се велика битка код Лицена, у којој је католичка војска изгубила, али убијен је и шведски краљ Густав II Адолф. Током зиме Валенштајн се повлачи у Чешку, а Саска је била изгубљена.

## Издаја и смрт
Током 1633. опоказало се да је неспреман да нападне противника. У ствари Валенштајн се припремао да пређе на протестантску страну, љут јер цар Фердинанд II није хтео да повуче Реституцијски едикт. Почео је припремати снаге за праведни мир у интересу уједињене Немачке. Валенштајн улази у преговоре са непријатељима, са Саском, Бранденбургом, Шведском и Француском. Међутим није успио да добије неопходну подршку, па је покренуо офанзиву против Швеђана и Саса победивши их у октобру 1633. године. После тога је наставио са преговорима.
У децембру је отишао да презими са војском у Чешкој. Цар је сумњао да је Валенштајн издајник, па је тражио начина да га се реши. Валенштајн је био уверен да ће његова војска увек стати на његову страну. Цар Фердинанд II је 24. јануара 1634. потписао тајни акт, којим смењује Валенштајна. Други акт, којим га оптужује за издају цар је издао у Прагу 18. фебруара 1634. године. Албрехт фон Валенштајн је уочио да је изгубио подршку војске, па је кренуо да се састане са Швеђанима. Убили су га неки цару лојални официри, вероватно по налогу цара.

## У књижевности
Валенштајнов пад и смрт опевао је немачки песник Фридрих Шилер у драмама Валенштајнов логор, Пиколомини и Валенштајнова смрт, које чине Валенштајнову трилогију.